# Hendrik I van Nassau-Siegen
Hendrik I van Nassau-Siegen (ca. 1265 (?) – tussen 13 juli en 14 augustus 1343), Duits: Heinrich I. Graf von Nassau-Siegen, was graaf van Nassau-Siegen, een deel van het graafschap Nassau, en stamvader van het Huis Nassau-Siegen. Hij stamt uit de Ottoonse Linie van het Huis Nassau.

## Biografie
Hendrik was de oudste zoon van graaf Otto I van Nassau en Agnes van Leiningen, dochter van graaf Emico IV van Leiningen en Elisabeth. Hij is vermoedelijk in de jaren 60 van de 13e eeuw geboren, omdat hij al rond 1281 als volwassene voorkomt.
Hendrik nam in 1288 aan de zijde van aartsbisschop Siegfried II van Keulen deel aan de Slag bij Woeringen en viel daarbij in handen van de burgers van de stad Keulen, die hij in 1289 de zogenaamde Urfehde moest zweren. Over zijn vordering tot schadevergoeding kwam hij in 1295 op de hofdag in Frankfurt met de aartsbisschop tot overeenstemming.

### Graaf van Nassau
Hendrik volgde in 1290 zijn vader op samen met zijn broers Emico en Johan. In datzelfde jaar kochten de drie broers de stad Driedorf en de parochies die ervan afhankelijk waren.
In 1292 steunde Hendrik zijn neef Adolf van Nassau bij de koningsverkiezing door in te stemmen met de verpanding van Nassause bezittingen aan de aartsbisschop van Keulen. Hendrik bleef een bondgenoot van zijn neef en was in 1294, 1295 en 1297 bevelhebber van het rijksleger tegen landgraaf Albrecht II ‘de Ontaarde’ van Thüringen. In 1297-1298 was Hendrik plaatsvervanger van de rooms-koning en stadhouder van het markgraafschap Meißen en het land Pleißen. Tijdens de regering van Adolf nam Hendrik deel aan de veldtocht van de Vlaamse graaf Gwijde van Dampierre tegen koning Filips IV ‘de Schone’ van Frankrijk.
Op 26 februari 1298 verpandde Adolf zijn neven Hendrik en Emico voor 1000 mark Keulse penningen de ijzer- en zilvermijn Ratzenscheid bij Wilnsdorf in het Siegerland en de overige groeven in hun gebied waar zilver gewonnen kon worden. Daarmee werd de grondslag gelegd voor de Bergregal (de rechten op de bodemschatten in hun gebied) van de graven van Nassau. Aan de zijde van Adolf vochten Hendrik en Emico op 2 juli 1298 in de Slag bij Göllheim, waarbij Adolf sneuvelde.
Hoe trouw Hendrik ook aan zijn neef Adolf geweest was in diens strijd tegen Albrecht van Habsburg, na het sneuvelen van Adolf ging Hendrik al snel over naar de zijde van Albrecht. Reeds in 1301 nam Albrecht Hendrik en zijn broers tegen een beloning van 1000 mark in zijn leger op. Een deel van dat bedrag diende betaald te worden door Kraft van Greifenstein, waarop de latere aanspraken van de graven van Nassau op de heerlijkheid Greifenstein gebaseerd zijn.

### Graaf van Nassau-Siegen

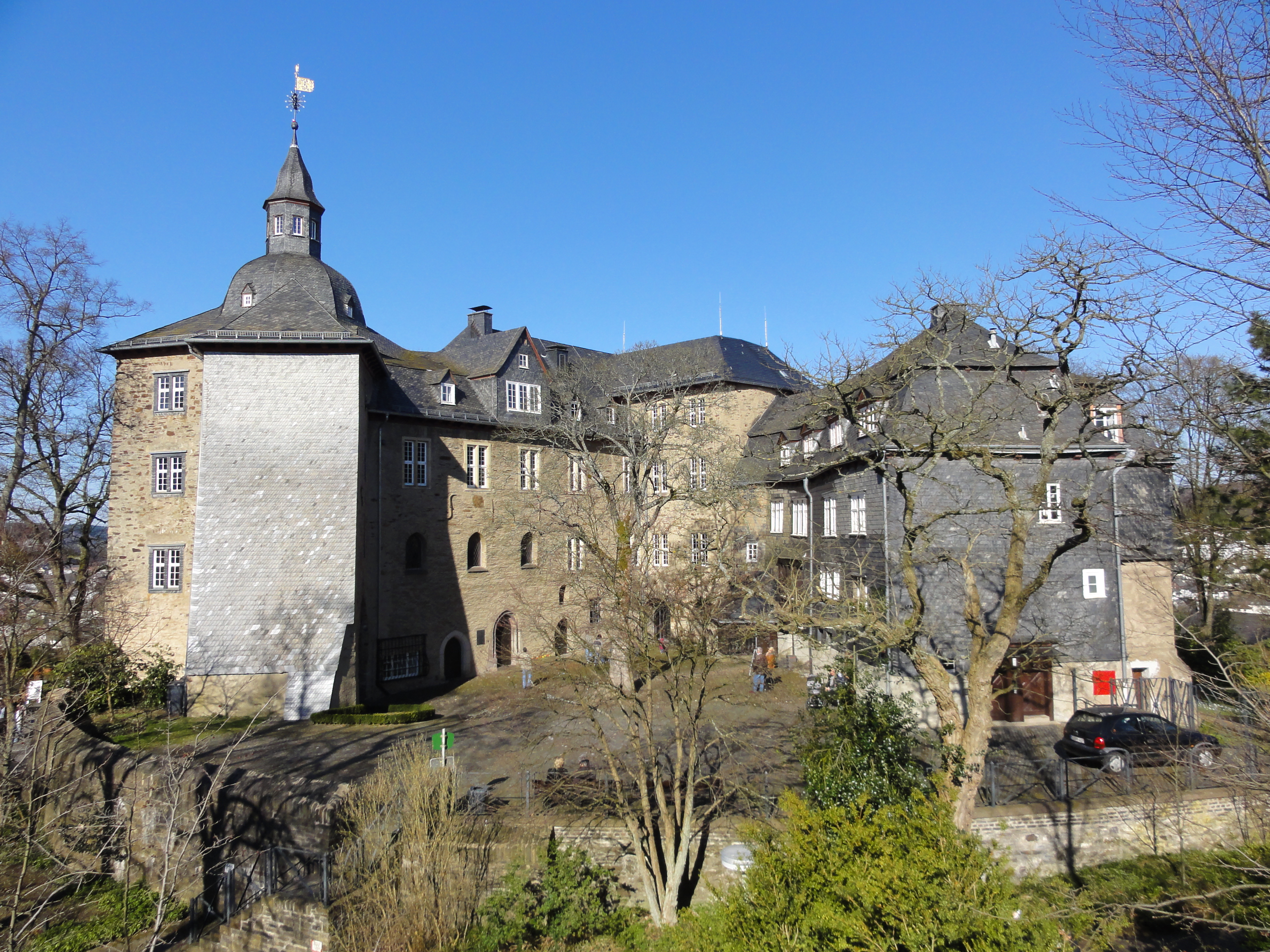
Slot Siegen

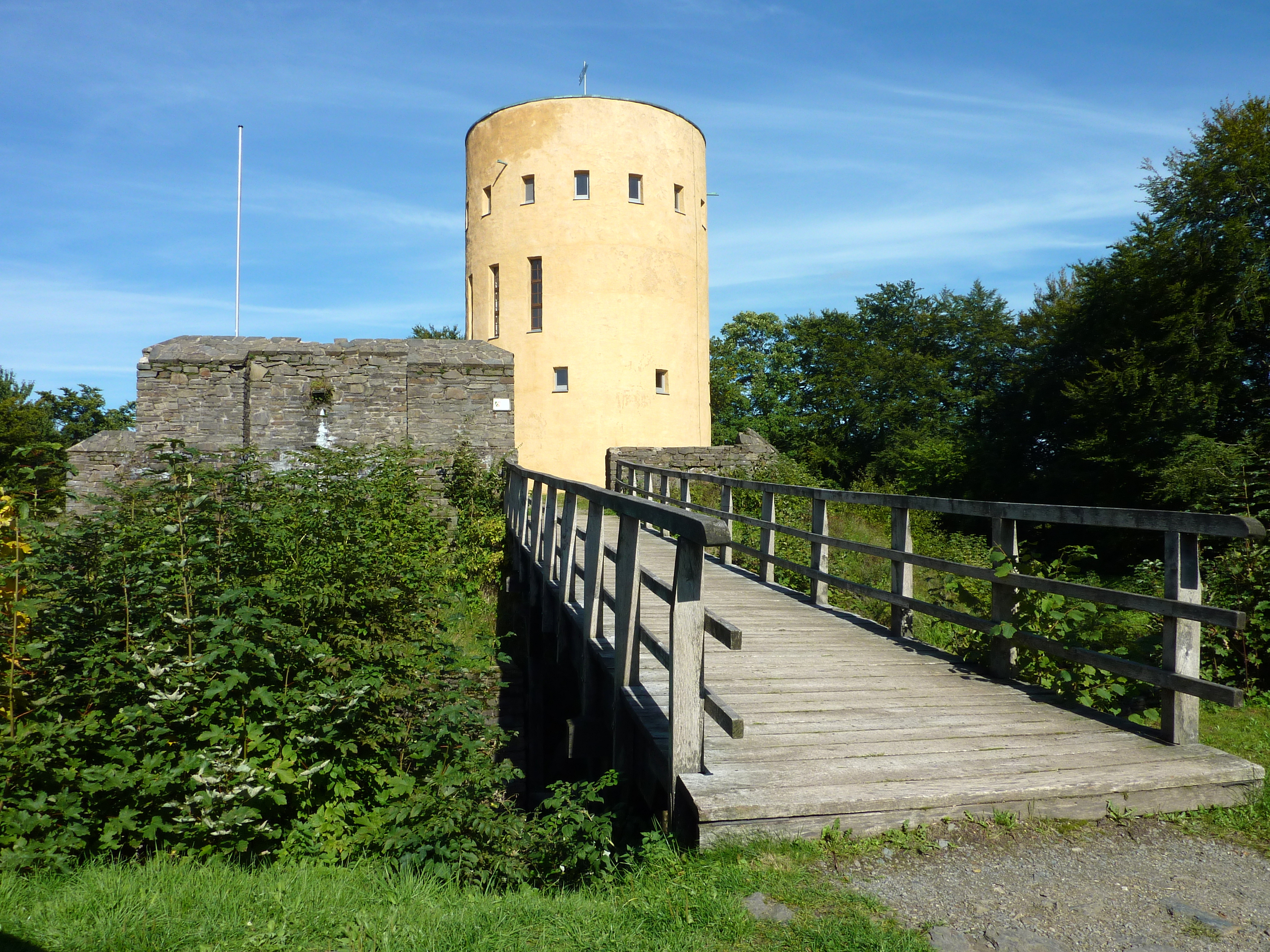
Burcht Ginsburg

Het graafschap Nassau werd na een lang geschil in 1303 onder de drie overlevende broers verdeeld. Hendrik verkreeg Siegen, Ginsburg, Haiger en de heerlijkheid Westerwald. Emico werd graaf van Nassau-Hadamar en Johan graaf van Nassau-Dillenburg.
Hendrik nam deel aan de vete van aartsbisschop Wigbold I van Keulen tegen graaf Everhard I van der Mark in diens pogingen de schade die het aartsbisdom Keulen na de Slag bij Woeringen had opgelopen te verminderen. Als compensatie voor zijn hulp ontving hij zeshonderd Siegense mark, een bewijs dat Siegen nog altijd muntstad was en zijn eigen valuta uitgaf. Toen de Keulse medeheerser van Siegen de stad in 1303 het stadsrecht van Soest verleende, haastte Hendrik zich om een bijbehorende oorkonde aan de burgers te geven, zodat hij niet achterbleef in de competitie om de gunst van de stad. Hij had nooit kunnen vermoeden dat hij de burgers een middel in handen gaf dat ze later vaak en met succes tegen hun machtsbeluste heren wisten te gebruiken.
In een oorkonde gedateerd 28 februari 1305 bereikten ‘Henricus comes de Nassauwe’ en ‘fratri nostro Emichoni comiti ibidem … eius … conjugi … Anne’ overeenstemming over de verdeling van de erfenis van ‘auum nostrum Emichonem comitem de Liningen et ex morte Emichonis filii sui comitis ibidem nostri avunculi’.
In 1306 droeg Hendriks jongste broer Johan, met toestemming van landgraaf Hendrik I van Hessen, zijn bezittingen (Dillenburg, Herborn en de Kalenberger Zent) in leen op aan Hendrik, met de bepaling dat zijn deelgraafschap bij zijn dood aan zijn broer zou toevallen.
Tot de verdiensten van Hendrik behoort zonder twijfel het terugdringen van de Keulse invloed in het Siegerland. Hij verkreeg de voogdij Krombach en het recht op het Gericht Selbach im Freien Grund. De geslachten von Wilnsdorf en vom Haim werden vanaf 1309 uitgekocht en tot leenmannen van Nassau gemaakt. Minder succesvol was hij in de strijd met de heren von Bicken. Hij verwierf in 1311 de helft en twee jaar later geheel Molsberg, in 1314 de proosdij Eibelshausen en tot slot het ambt Ebersbach.
Hendrik en zijn broer Johan raakten in zware twisten met de landgraven van Hessen verwikkeld, die als leenheren de plaatselijke landadel ondersteunde tegen de ambities van de Nassaus. In de al sinds ongeveer 1230 lopende Dernbachse Vete om de suprematie in de Herborner Mark hadden de landgraven van Hessen in het jaar 1309 de Dernbachse erven de Burcht Dernbach verkocht. In het op 26 juni 1312 gesloten vergelijk tussen landgraaf Otto I van Hessen enerzijds en de graven Hendrik, Emich en Johan van Nassau anderzijds, verplichten beide partijen zich om geen kastelen meer tegen elkaar te bouwen, en gaven de Nassaus toe dat zij de rechten van de heren von Dernbach en von Wilnsdorf, die zij ten tijde van graaf Otto I van Nassau bezeten hadden, niet mochten inperken.
In het conflict tussen Frederik ‘de Schone’ van Oostenrijk en Lodewijk de Beier stonden Hendrik en zijn broers aan de zijde van de eerste. In november 1314 woonden de broers in Bonn de kroning van Frederik ‘de Schone’ tot koning door de aartsbisschop van Keulen bij. De broers verkregen meerdere voordelen, waaronder opnieuw Greifenstein. Lodewijk ‘de Beier’ beleende echter graaf Godfried van Sayn – tegenstander van de graven van Nassau – met de heerlijkheid Greifenstein.
Na het sneuvelen van zijn broer Johan in de Slag bij Hermannstein bij Wetzlar in 1328 erfde Hendrik al diens bezittingen (het graafschap Nassau-Dillenburg) omdat zijn andere broer Emico afzag van zijn deel van de erfenis.
Op 21 mei 1333 kwam er eindelijk een eind aan de Dernbachse Vete. In de overeenkomst verkochten de heren von Dernbach aan Hendrik voor 4000 mark al hun rechten in de stad Herborn en de Herborner Mark, alsmede hun aanzienlijke bezittingen, jurisdictie, jacht- en visserijrechten en alle lijfeigenen. Daarmee werd de heerschappij van de graven van Nassau in de Herborner Mark bevestigd. In de Haigerer Mark duurde het nog geruime tijd voordat hetzelfde doel bereikt werd.
In 1336 sloten Hendriks zoons Otto en Hendrik een verdelingsverdrag voor het graafschap van hun vader. In 1339 echter huwde de jongste zoon Hendrik tegen de wil van zijn vader en broer. Het kwam tot strijd tussen beide broers. Otto sloot een verbond met landgraaf Herman I van Hessen tegen zijn broer Hendrik. Door bemiddeling van de graven Gerlach I van Nassau en Dirk III van Loon-Heinsberg kon een verzoening bereikt worden. In 1341 volgde een nieuw verdelingsverdrag.
Aan het eind van zijn leven was Hendrik nog verwikkeld in een twist met Reinhard van Westerburg over de hoogheidsrechten in het Westerwald, waarin Hendrik zegenvierde. Daarna liet hij de regering gedeeltelijk over aan zijn oudste zoon Otto. De laatste overgeleverde activiteit van Hendrik is als hij in de zomer van 1343 een vergelijk bereikt met aartsbisschop Walram van Keulen over de gemeenschappelijke heerschappij over Siegen. Hendrik werd opgevolgd door zijn zoons Otto en Hendrik conform het verdelingsverdrag van 1341.

## Huwelijk en kinderen
Hendrik huwde vóór 1302 met Adelheid van Heinsberg en Blankenberg († na 21 mei 1343), de dochter van heer Dirk II van Heinsberg en Blankenberg en Johanna van Leuven (een kleindochter van hertog Hendrik I van Brabant).
Uit dit huwelijk werden geboren:
1. Agnes († 29 oktober 1316/18), huwde ca. 1314 met heer Gerlach II van Isenburg-Limburg († 2 april 1355).[2]
2. Otto II (ca. 1305 – december 1350/januari 1351), volgde zijn vader op als graaf van Nassau-Siegen.
3. Hendrik I (ca. 1307 – 24 februari 1378 (1380?)), volgde zijn vader op als graaf van Nassau-Beilstein.

## Voorouders
| Voorouders van Hendrik I van Nassau-Siegen | Voorouders van Hendrik I van Nassau-Siegen                                                                | Voorouders van Hendrik I van Nassau-Siegen                                                                | Voorouders van Hendrik I van Nassau-Siegen                                                                | Voorouders van Hendrik I van Nassau-Siegen                                                                | Voorouders van Hendrik I van Nassau-Siegen                                     | Voorouders van Hendrik I van Nassau-Siegen                                         | Voorouders van Hendrik I van Nassau-Siegen                                | Voorouders van Hendrik I van Nassau-Siegen                                |
| ------------------------------------------ | --- | --- | --- | --- | ------------------------------------------------------------------------------ | ---------------------------------------------------------------------------------- | ------------------------------------------------------------------------- | ------------------------------------------------------------------------- |
| Betovergrootouders                         | Rupert II van Laurenburg ? (?–1158) ⚭ ? (?–?)                                                             | ? (?–?) ⚭ ? (?–?)                                                                                         | Hendrik I van Gelre en Zutphen (ca. 1117–1182) ⚭ ca. 1135 Agnes van Arnstein (?–vóór 1179)                | Otto I van Beieren (?–1183) ⚭ ca. 1157 Agnes van Loon (?–1191)                                            | Simon II van Saarbrücken (?–1207) ⚭ vóór 1180 Liutgarde van Leiningen (?–1239) | Eberhard III van Eberstein (?–1218/19) ⚭ 1185/90 Kunigunde van Andechs (?–na 1207) | ? (?–?) ⚭ ? (?–?)                                                         | ? (?–?) ⚭ ? (?–?)                                                         |
| Overgrootouders                            | Walram I van Nassau (ca. 1146–1198) ⚭ Kunigunde (?–1198)                                                  | Walram I van Nassau (ca. 1146–1198) ⚭ Kunigunde (?–1198)                                                  | Otto I van Gelre en Zutphen (?–1207) ⚭ ca. 1185 Richardis van Beieren (?–1231)                            | Otto I van Gelre en Zutphen (?–1207) ⚭ ca. 1185 Richardis van Beieren (?–1231)                            | Frederik III van Leiningen (?–1237) ⚭ 1202/05 Agnes van Eberstein (1185/87–?)  | Frederik III van Leiningen (?–1237) ⚭ 1202/05 Agnes van Eberstein (1185/87–?)      | ? (?–?) ⚭ ? (?–?)                                                         | ? (?–?) ⚭ ? (?–?)                                                         |
| Grootouders                                | Hendrik II ‘de Rijke’ van Nassau (ca. 1180–1247/50) ⚭ vóór 1215 Machteld van Gelre en Zutphen (?–na 1247) | Hendrik II ‘de Rijke’ van Nassau (ca. 1180–1247/50) ⚭ vóór 1215 Machteld van Gelre en Zutphen (?–na 1247) | Hendrik II ‘de Rijke’ van Nassau (ca. 1180–1247/50) ⚭ vóór 1215 Machteld van Gelre en Zutphen (?–na 1247) | Hendrik II ‘de Rijke’ van Nassau (ca. 1180–1247/50) ⚭ vóór 1215 Machteld van Gelre en Zutphen (?–na 1247) | Emico IV van Leiningen (?–1276/79) ⚭ Elisabeth (?–1263)                        | Emico IV van Leiningen (?–1276/79) ⚭ Elisabeth (?–1263)                            | Emico IV van Leiningen (?–1276/79) ⚭ Elisabeth (?–1263)                   | Emico IV van Leiningen (?–1276/79) ⚭ Elisabeth (?–1263)                   |
| Ouders                                     | Otto I van Nassau (?–1289/90) ⚭ vóór 1270 Agnes van Leiningen (?–na 1299)                                 | Otto I van Nassau (?–1289/90) ⚭ vóór 1270 Agnes van Leiningen (?–na 1299)                                 | Otto I van Nassau (?–1289/90) ⚭ vóór 1270 Agnes van Leiningen (?–na 1299)                                 | Otto I van Nassau (?–1289/90) ⚭ vóór 1270 Agnes van Leiningen (?–na 1299)                                 | Otto I van Nassau (?–1289/90) ⚭ vóór 1270 Agnes van Leiningen (?–na 1299)      | Otto I van Nassau (?–1289/90) ⚭ vóór 1270 Agnes van Leiningen (?–na 1299)          | Otto I van Nassau (?–1289/90) ⚭ vóór 1270 Agnes van Leiningen (?–na 1299) | Otto I van Nassau (?–1289/90) ⚭ vóór 1270 Agnes van Leiningen (?–na 1299) |